# 我愛牙擦蘇
《我愛牙擦蘇》（英語：Wong Fei Hung Returns） 是香港無綫電視1992年拍攝的電視連續劇，全劇共20集，監製曾勵珍。主要演員有張衛健、黎姿、歐陽震華、林漪娸、劉小慧、許志安、蔣志光等。主題曲及插曲均由張衛健主唱。此劇為無綫電視25周年台慶劇。

## 故事大綱
牙擦蘇本為鄉間大地主的獨子，因與告老歸田的太監結怨，便帶同童養媳吳三貴及鄉里林世榮逃往省城。卻與黃飛鴻產生誤會而結怨，幸及後兩人冰釋，牙擦蘇並有意拜黃飛鴻為師卻被拒，反與寶芝林弟子建立友誼。
另一方面，牙擦蘇在省城亦遇上在妓寨當琵琶仔的妙珠，及從外國回來的朱茵茵，發展出一段糾纏不清的三角關係。牙擦蘇因同情妙珠身世，故詐病向家人籌錢為妙珠贖身，令她誤會牙擦蘇對自己有意，奈何牙擦蘇只鍾情於茵茵，從中鬧出不少笑話。牙擦蘇更與省城惡霸金多寶交惡，遭遇連番逼害，更連累黃飛鴻及眾寶芝林弟子。此時當日與牙擦蘇結怨之太監亦上門找他算賬，牙擦蘇被四面夾攻，究竟能否化險為夷呢？他的三角戀情又如何解決呢？

## 演員表
- 張衛健 飾 林甦/林蘇(牙擦蘇)
- 林漪娸 飾 吳三貴
- 羅　鴻 飾 村　民
- 羅國維 飾 林　威
- 黎　宣 飾 蘇　母
- 孫季卿 飾 福　伯
- 胡芳齡 飾 媒人婆
- 馮瑞珍 飾 福　嬸
- 莊慧思 飾 趙小姐
- 駱應鈞 飾 劉公公
- 呂劍光 飾 村　長
- 戴少民 飾 小桂子
- 王偉樑 飾 祿　存
- 劉超凡 飾 風水大師
- 區　嶽 飾 林創發
- 戴偉光 飾 醫　師
- 博　君 飾 阿　根
- 陳建得 飾 村民甲
- 丘惠玲 飾 村民乙
- 夏玉麟 飾 村民丙
- 蔣志光 飾 林世榮
- 關海山 飾 黃飛鴻
- 黎　姿 飾 妙　珠
- 亦　羚 飾 如　花
- 陳燕航 飾 綺　紅
- 容嘉勵 飾 海　棠
- 柳影虹 飾 彩　媚
- 談佩珊 飾 月　梅
- 文潔雲 飾 玉　嬋
- 凌　漢 飾 石　叔
- 溫雙燕 飾 好　姐
- 蘇恩磁 飾 歡　姐
- 黎秀英 飾 妹　姐
- 飾 阿　翠
- 葉振聲 飾 媚手下
- 黃瑋琳 飾 媚手下
- 羅雪玲 飾 肥婆四
- 歐陽震華 飾 金多寶
- 林韋辰 飾 爛賭二
- 傅振榮 飾 陸合彩
- 游　飇 飾 寶手下
- 曾偉權 飾 梁　寬
- 何寶生 飾 凌雲佳
- 許志安 飾 陳　七
- 劉小慧（擬由周嘉玲接演） 飾 朱茵茵
- 葉玉萍 飾 黃玉卿
- 梁舜燕 飾 鳳　嬌
- 千　秋 飾 阿　蘭
- 蕭山仁 飾 東　叔
- 梁葆貞 飾 三　嬸
- 劉煒全 飾 明　仔/阿　明/小　二
- 郭德信 飾 金日發
- 駿　雄 飾 笑面虎
- 曹　濟 飾 亞　伯
- 虞天偉 飾 賣魚燦
- 蔡欣樺 飾 燦　嫂
- 方　傑 飾 騙子甲
- 黃天鐸 飾 周老板
- 何浩源 飾 大耳窿甲
- 鄧汝超 飾 大耳窿乙
- 石　雲 飾 雲老板
- 黃建峯 飾 寶手下
- 焦　雄 飾 警察局長/劉局長/警察廳長
- 陳榮峻 飾 豆腐安
- 余慕蓮 飾 梁　粉
- 周匡朝 飾 十二少
- 河國榮 飾 羅拔臣
- 麥皓為 飾 阿　牛
- 梁健平 飾 羅助手
- 鄭英麟 飾 三嬸姪
- 李衛民 飾 警　察
- 王維德 飾 警　察
- 王均康 飾 沙河大佬
- 梁啟智 飾 賣唱者
- 陳勉良 飾 根　叔
- 吳慶霖 飾 荷　官
- 莊永生 飾 寶手下
- 潘樹基 飾 賭　客
- 鄧進龍 飾 賭　客
- 陳鳳冰 飾 小　販
- 譚一清 飾 市　長
- 林　根 飾 西瓜刨

## 影碟發行
以下影碟發行由電視廣播(國際)有限公司授權：
香港發行代理商現代音像(國際)有限公司於2004年推出發行了《我愛牙擦蘇》VCD影碟零售版本，此影碟將已播放的集數並製作成13隻碟版本，每隻碟跟電視劇的每集片長約60分鐘一樣，設有粵語及國語發音版本並配上繁體中文字幕。